# Istoria Cracoviei

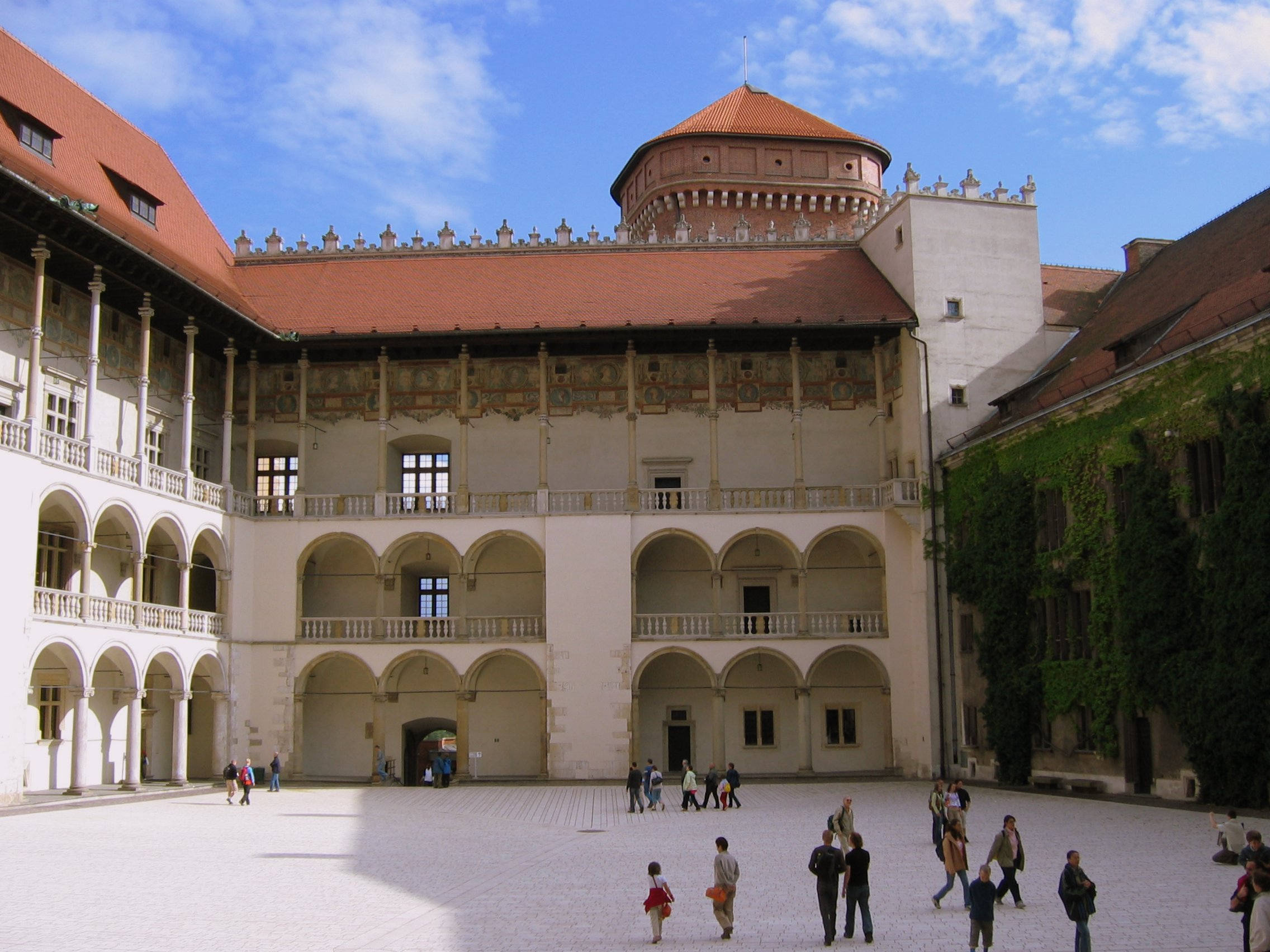
Curtea renascenistă a curții regale

Cracovia este unul dintre cele mai mari și mai vechi orașe din Polonia, cu o populație urbană de 756,441 (2008). Situat pe râul Vistula (în poloneză Wisła) în voievodatul Polonia Mică, orașul datează din secolul al VII-lea. A fost capitala Poloniei în perioada 1038-1596, capitala Marelui Ducat al Cracoviei între anii 1846-1918, și capitala voievodatului Cracoviei din secolul al XIV-lea până în 1999 când a avut loc o reorganizare administrativă a Poloniei. Acesta este acum capitala voievodatului Polonia Mică.

## Istoria

### Începuturile

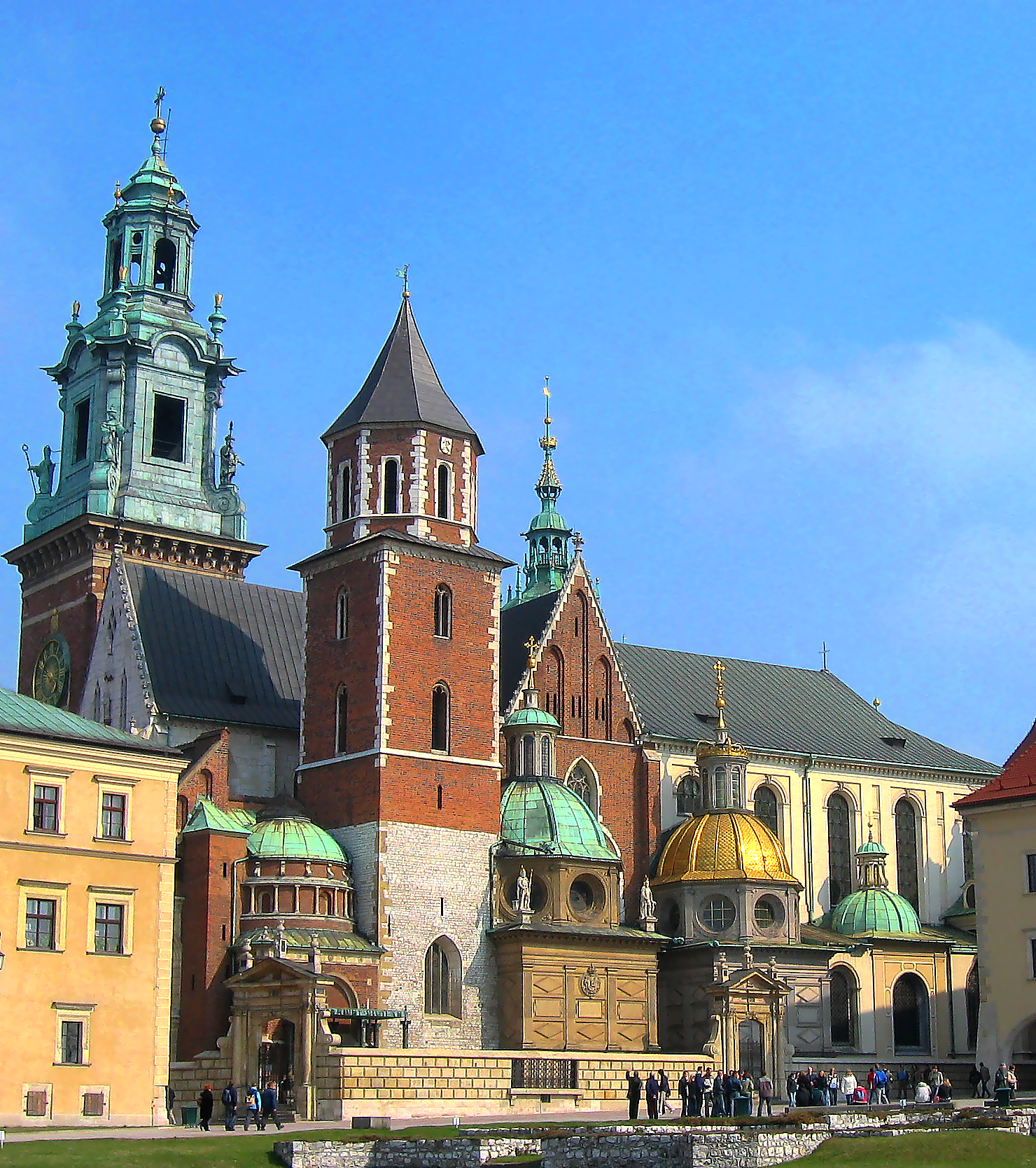
Catedrala Wawel

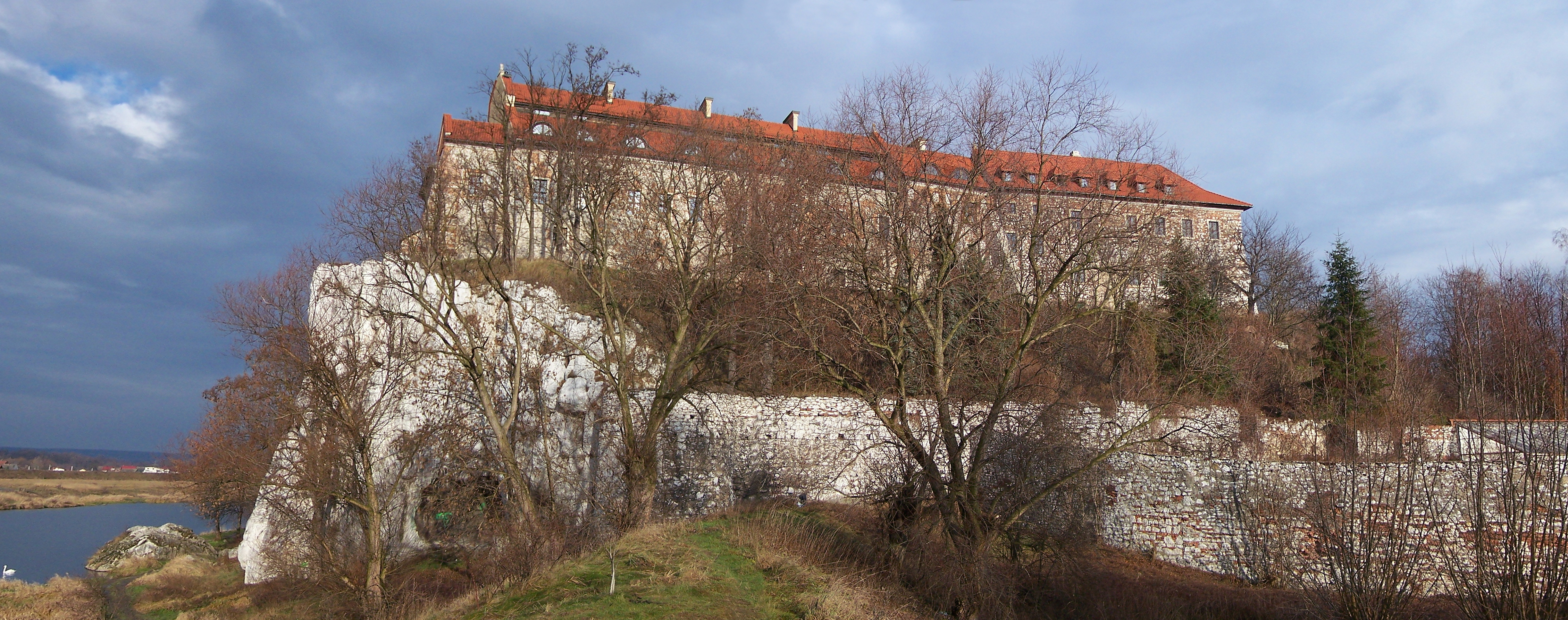
Tyniec, abația benedictinilor

Cea mai veche cunoscută așezare pe locul actual al Cracoviei a fost stabilit pe Dealul Wawel și datează din secolul al IV-lea. Legenda atribuie crearea orașului lui Krakus domnitor mitic, care a construit orașul peste o peșteră ocupată de un dragon, Dragonul Wawel (Smok Wawelski). Mulți cavaleri au încercat fără succes să ucidă balaurul, dar Krakus i-a dat un miel otrăvit, care a ucis balaurul. Orașul a fost liber să înflorească. Oasele dragonului, cel mai probabil de la un mamut, sunt expuse la intrarea în Catedrala Wawel. Înainte de a se fi format statul polonez, Cracovia a fost capitala triburilor  Vistulanilor, subjugați pentru o perioadă scurtă de Moravia Mare. După ce Moravia Mare a fost distrusă de către maghiari, Cracovia a devenit parte a Regatului Boemiei. Orașul este descris de istoricul arab, geograf și explorator Abu al-Hasan Ali ibn al-Hussein al-Masudi în jurul anului 943 din Cairo, în lucrarea „Murūj adh-dhahab wa-ma'ādin al-jawhar” sau „Câmpiile de aur și minele lor de pietre prețioase”. Prima apariție a numelui orașului în evidențele istorice datează din 966, atunci când un călător sefard evreu, Abraham ben Iacob, a descris Cracovia ca fiind un centru comercial notabil sub conducerea de atunci a Ducelui de Boemia și a menționat botezul prințului Mieszko I ca primul domnitor istoric al Poloniei. Mieszko a ocupat Cracovia de la Bohemieni și a încorporat-o în exploatațiile din dinastia Piast spre sfârșitul domniei sale.
Până la sfârșitul secolului al 10-lea, orașul a fost un centru important al comerțului. Clădirile din cărămizi au fost construite, inclusiv Castelul Regal Wawel cu rotonda Sf. Felix și Adaukt, biserici construite în stil romanic, o catedrală, și o bazilică. 

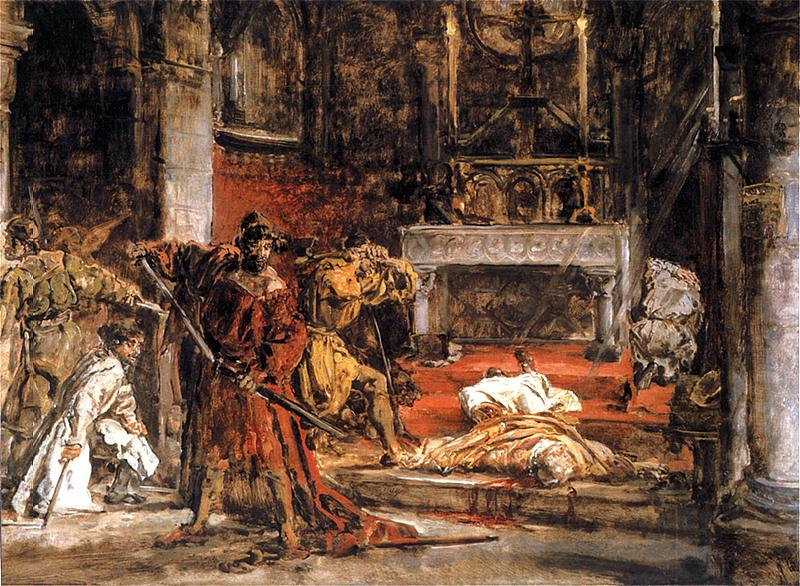
Uciderea lui Sf. Stanislau de Szczepanów, pictură de Jan Matejko

În 1038, Cracovia a devenit sediul guvernului polonez. În 1079 pe o colina din apropiere Skalka, Episcopul de Cracovia, Sf. Stanislau de Szczepanów, a fost ucis din ordinul regelui polon Bolesław II cel Curajos. În 1138, conform testamentului lui Bolesław III Gură strâmbă, Cracovia a fost numită provincie seniorală, menită să fie condusă de către șeful familiei regale, cu toate acestea, sistemul de seniorat curând s-a prăbușit, și a urmat o luptă lungă între descendenții lui Bolesław. Fragmentarea Polonia a durat până în 1320.
Orașul a fost aproape în întregime distrus în timpul invaziei mongole a Poloniei. În 1241, după încercarea polonezilor de a respinge invadatorii, aceștia au fost zdrobiți în bătălia de la Chmielnik. Cracovia a fost reconstruită în 1257, într-o formă care a fost practic nemodificată, și a primit drepturile de oraș de auto-guvernare de la rege, în baza Legii Magdeburg. 
În 1259, la 18 ani de la primul raid, orașul a fost din nou distrus de mongoli. Un al treilea atac, deși fără succes, a urmat în 1287. În anul 1311 a avut loc Rebeliunea primarului Albert împotriva regelui polonez Vladislav I. Aceasta a implicat mai mult cetățenii vorbitori de limbă germană din Cracovia, care, ca urmare, și-au abandonat ambițiile lor politice. Cu toate acestea, rebeliunea a costat Polonia orașul Gdansk (Danzig), care a fost preluată de Ordinul Cavalerilor Teutoni în 1309.
Cracovia medievală a fost înconjurată de un zid de apărare de 3 km completată cu 46 de turnuri și șapte intrări principale (a se vedea Poarta Florian). 
Fortificațiile au fost ridicate de-a lungul a două secole, Cracoviei i-a crescut din nou importanță în 1364, când Cazimir al III-lea (cel Mare) a fondat Academia din Cracovia, a doua universitate din Europa Centrală, după Universitatea din Praga. A existat deja o școală la catedrală din 1150 care funcționa sub auspiciile episcopului orașului. Orașul a continuat să crească în timpul dinastiei comune lituaniano-poloneze a  Jagiellonilor (1386-1572). Deoarece era capitala unui stat puternic, a devenit un centru înfloritor al științei și artelor.
Cracovia a fost membră a Ligii Hanseatice și mulți meșteșugari s-au stabilit aici, s-a făcut comerț și s-au format bresle meșteșugărești. 
Legea orașului, inclusiv reprezentărilor și descrierile breslelor, au fost înregistrate în limba germană în Codexul Balthasar Behem. Acest Codex este acum expus la Biblioteca Jagiellonă. 
În 1475 delegați ai alegătorul George bogat de Bavaria a ajuns la Cracovia pentru a negocia căsătoria prințesei Hedviga a Poloniei (Hedwig în limba germană), fiica regelui Cazimir al IV-lea Jagiello lui George cel Bogat. Jadwiga călătorit de două luni pentru a celebra căsătoria, care a avut loc în Biserica Sf. Martin din Landshut. 
În jurul anului 1502 Cracovia a fost deja prezentat în lucrările lui Albrecht Dürer, precum și în cele de Hartmann Schedel (Cronica Nürnberg) și Georg Braun (Civitates orbis terrarum). 
În cartierul evreiesc Kazimierz, dat în 1495 de către regele Jan I Olbracht comunității evreiești după un incendiu, aici au fost construite unele dintre cele mai vechi sinagogi din Europa. Cea mai importantă dintre ele, Sinagoga Veche, acum servește ca muzeu de istorie evreiască.

### Renașterea
Renașterea, a cărei influență și-a avut originea în Italia, a ajuns in Cracovia - capitala Poloniei până în 1596, împreună cu numeroși artiști italieni, inclusiv Francesco Fiorentino, Bartholommeo Berecci, Santi Gucci, Mateo Gucci, Bernardo Morando, Giovanni Baptista di Quadro și alții. 
Perioada, ridicând preocupările intelectuale, a produs mulți artiști și oameni de știință, cum ar fi Nicolaus Copernicus, care a studiat la Academia locală. În 1468 umanistul italian Filip Callimachus a venit la Cracovia, unde a lucrat ca profesor al copiilor lui Cazimier al IV-lea. 
În 1488 umanistul Conrad Celtes a fondat Sodalitas Litterarum Vistulana ("Societatea Literară Vistula"), o societate academică internațională bazată pe academiile romane. În 1489 sculptorul german Veit Stoss (Wit Stwosz) din Nürnberg a terminat lucrarea pe altarul Biserica Sf. Maria. Mai târziu el a făcut, de asemenea, un sarcofag de marmură pentru binefăcătorul lui, Cazimir al IV-lea. În 1500, Haller a stabilit o tipografie din oraș. 
Multe lucrări ale mișcării renascentiste, au fost create acolo în acea perioadă.
Arta și arhitectura au înflorit sub ochiul atent al regelui Sigismund I, care a urcat pe tron în 1507 și a început un proiect major (arhitectul Berrecci) de refacere a reședinței vechi a regilor Poloniei, Castelul Wawel, într-o modernă reședință renascentistă. În 1520, Johan Behem a făcut cel mai mare clopot de biserică, numit Clopotul Sigismund după regele Sigismund I. În același timp Hans Dürer, fratele mai mic al lui Albrecht Dürer, a fost pictor de curte lui Sigismund. În jurul anului 1511 Hans von Kulmbach a pictat o serie de picturi pentru Biserica la Skalka și Biserica Sf. Maria.
În 1572, regele Sigismund al II-lea a murit fără copii, iar tronul a trecut la Sigismund III al Casei suedeze de Vasa, care a contribuit la viitoarea dispariție a Uniunii statale polono-lituaniene. Importanța Cracoviei a început să scadă accelerat de jefuirea a orașului în timpul invaziei suedeze. Izbucnirea unei epidemii de ciumă a cauzat moartea a 20.000 de locuitorii a orașului. Sigismund al III-lea și-a mutat capitala la Varșovia în 1596.

### După împărțirea Poloniei

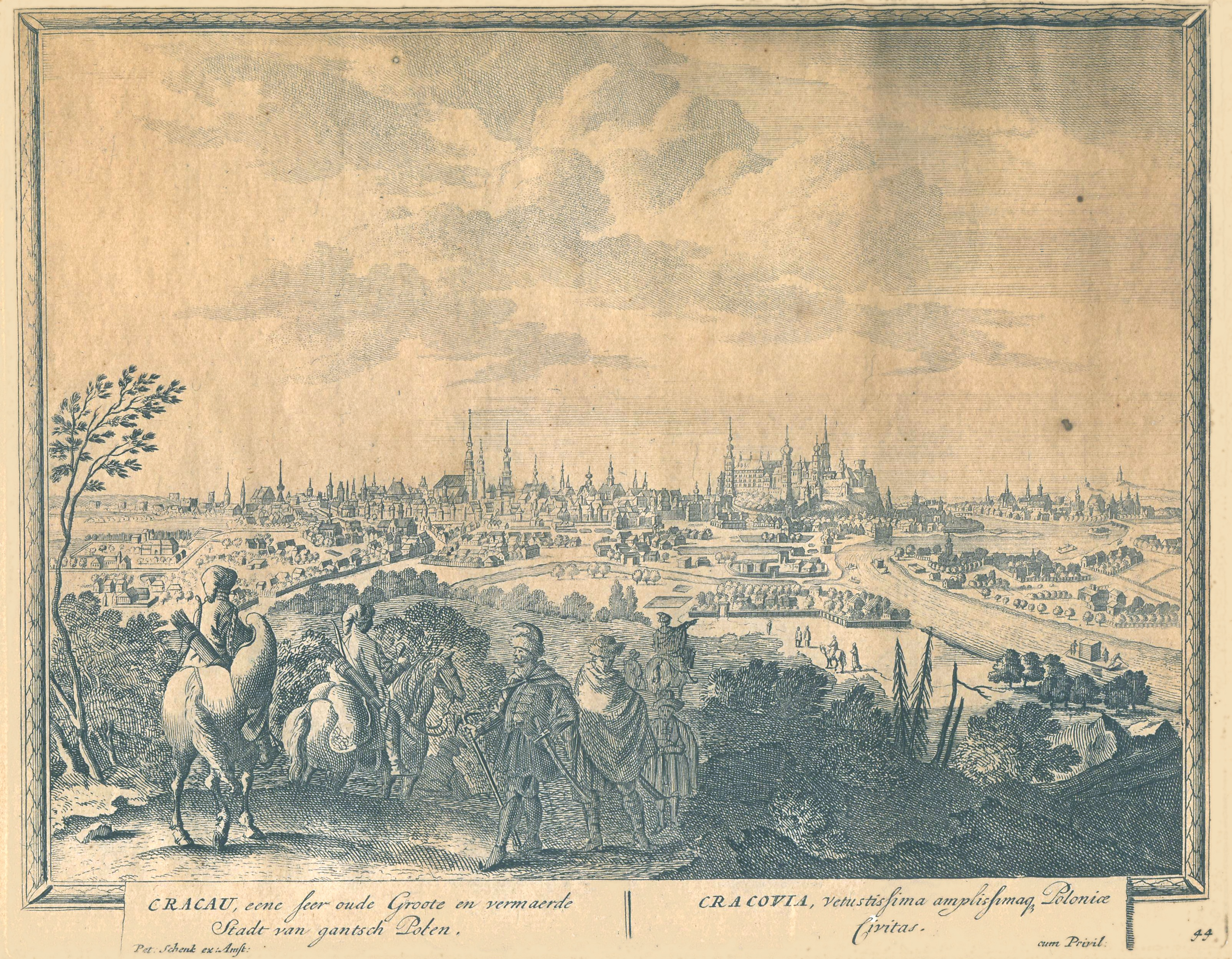
Vedere a Cracoviei, sec. al XVII-lea sau XVIII-lea

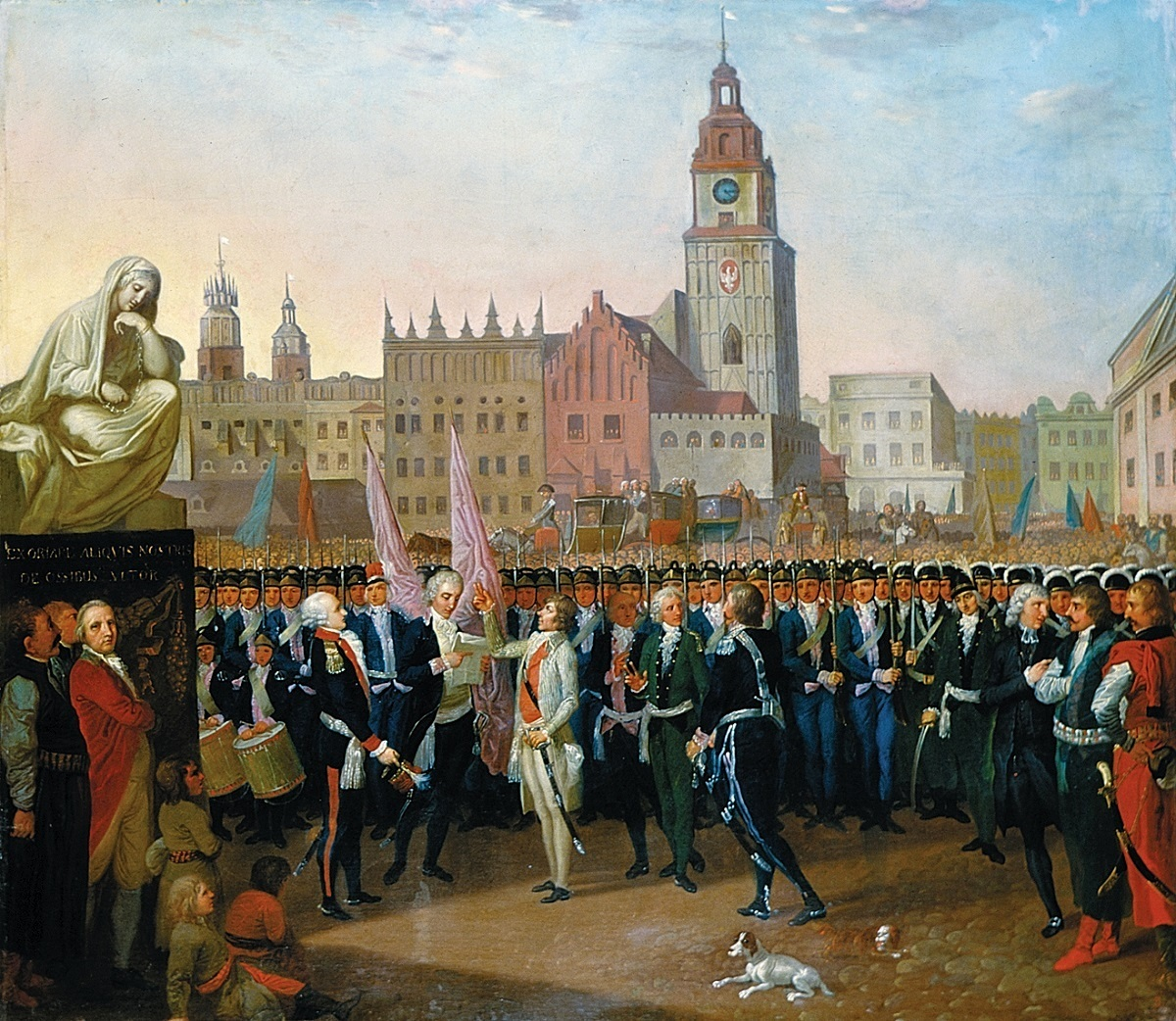
Jurământul lui Kościuszko în Piața Cracoviei, 14 martie 1974

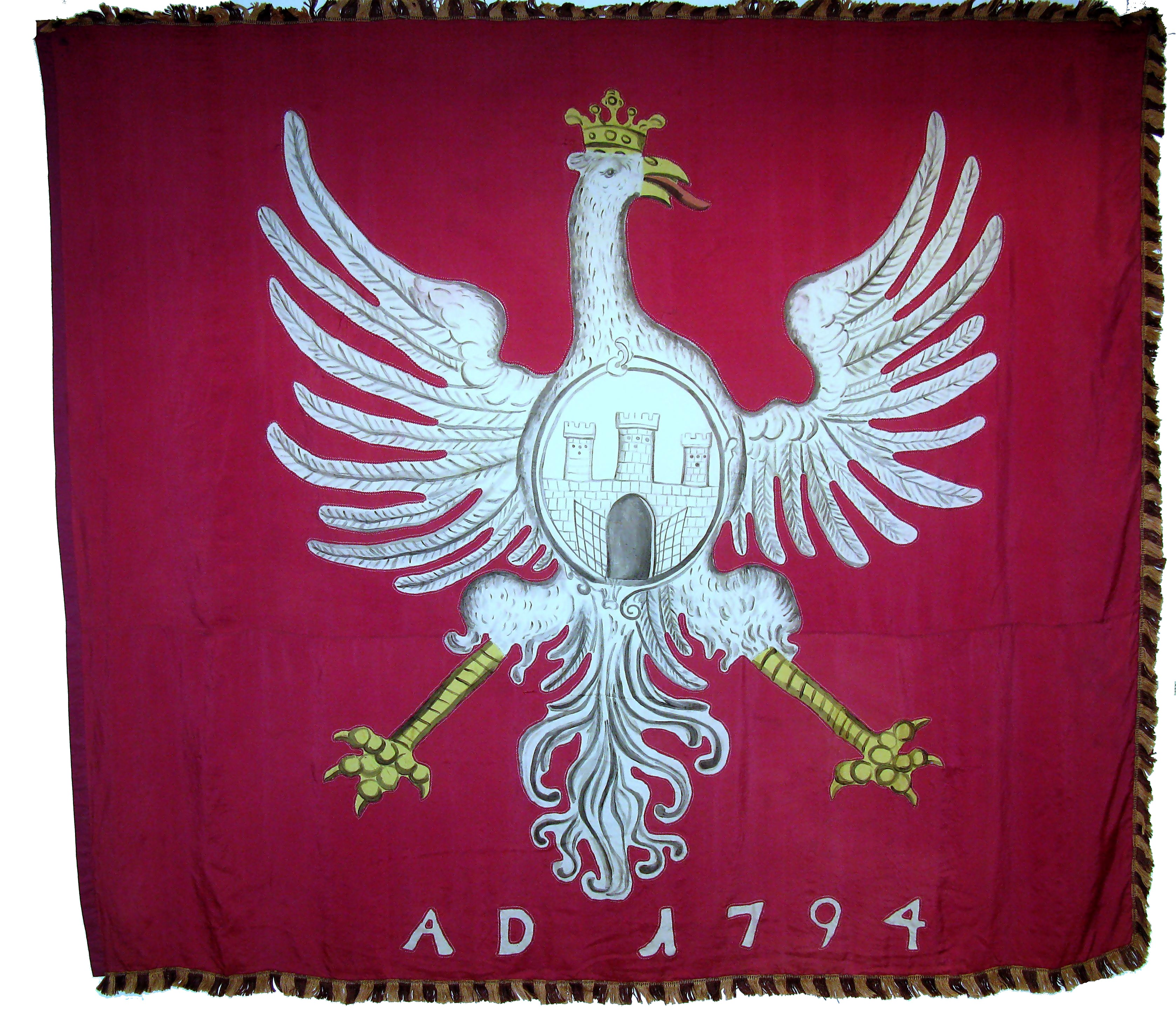
Drepelul Cracoviei din timpul Revoltei lui Kościuszko

În secolul al XVIII-lea, Uniunea statală polono-lituaniană a fost împărțită de către vecinii săi expansioniști, după o invazie comună a Uniunii statale de către Imperiul Rus, Imperiul Austriac și Regatul Prusiei. Cucerită, Cracovia a devenit parte a provinciei Galiția din Austria. În 1794, în Piața Cracovia Tadeusz Kościuszko a inițiat o revoltă de independență, Insurecția lui Kościuszko. Armata prusacă a înfrânt revolta, și a jefuit  comoara regală poloneză păstrată la Castelul Wawel. Însemnele regalitătii furate, în valoare de 525.259 de taleri, au fost în secret topite martie 1809 în timp ce pietre prețioase și perlele au fost însușite în Berlin. 
Când Napoleon Bonaparte, împăratul Imperiului francez, a capturat ceea ce odinioară a fost Polonia, el a stabilit Ducatul Varșoviei (1809) ca stat independent, dar subordonat. 
Congresul de la Viena (1815) a restaurat împărțirea Poloniei, dar a dat independență parțială Cracoviei, Orașul liber Cracovia. Orașul a devenit din nou în centrul unor lupte pentru suveranitatea națională în 1846, în timpul Revoltei din Cracovia. Revolta nu a reușit să se răspândească în afara orașului în Polonia, și a fost înfrântă, ducând la crearea Marelui Ducat de Cracovia de către Imperiul Austriac.
După Războiul Austro-Prusac din 1866, Austria a acordat autonomie parțială Galiției, făcând limba poloneză, o limbă a guvernării și stabilind o dietă provincială. 
Această formă de dominația austriacă a fost mult mai binevoitoare decât cea exercitată de Rusia și Prusia, Cracovia a devenit un simbol național polonez și un centru de cultură și artă, cunoscut frecvent ca "Atena poloneză" (Polskie Ateny) sau " Mecca poloneză". 
Mai multe comemorări importante au avut loc în Cracovia în perioada 1866-1914, inclusiv aniversarea a 500 de ani de la Bătălia de la Grunwald în 1910, în care renumitul pianist Ignacy Paderewski a dezvăluit un monument. Pictori, poeți și scriitori din această perioadă, care trăiau și lucrau în oraș, printre care se numără Jan Matejko, Stanisław Witkiewicz, Jan Kasprowicz, Juliusz Kossak, Wojciech Kossak, Stanisław Wyspiański și Stanisław Przybyszewski. 
Cei doi din urmă au fost lideri ai modernismului polonez.

### Secolul al XX-lea

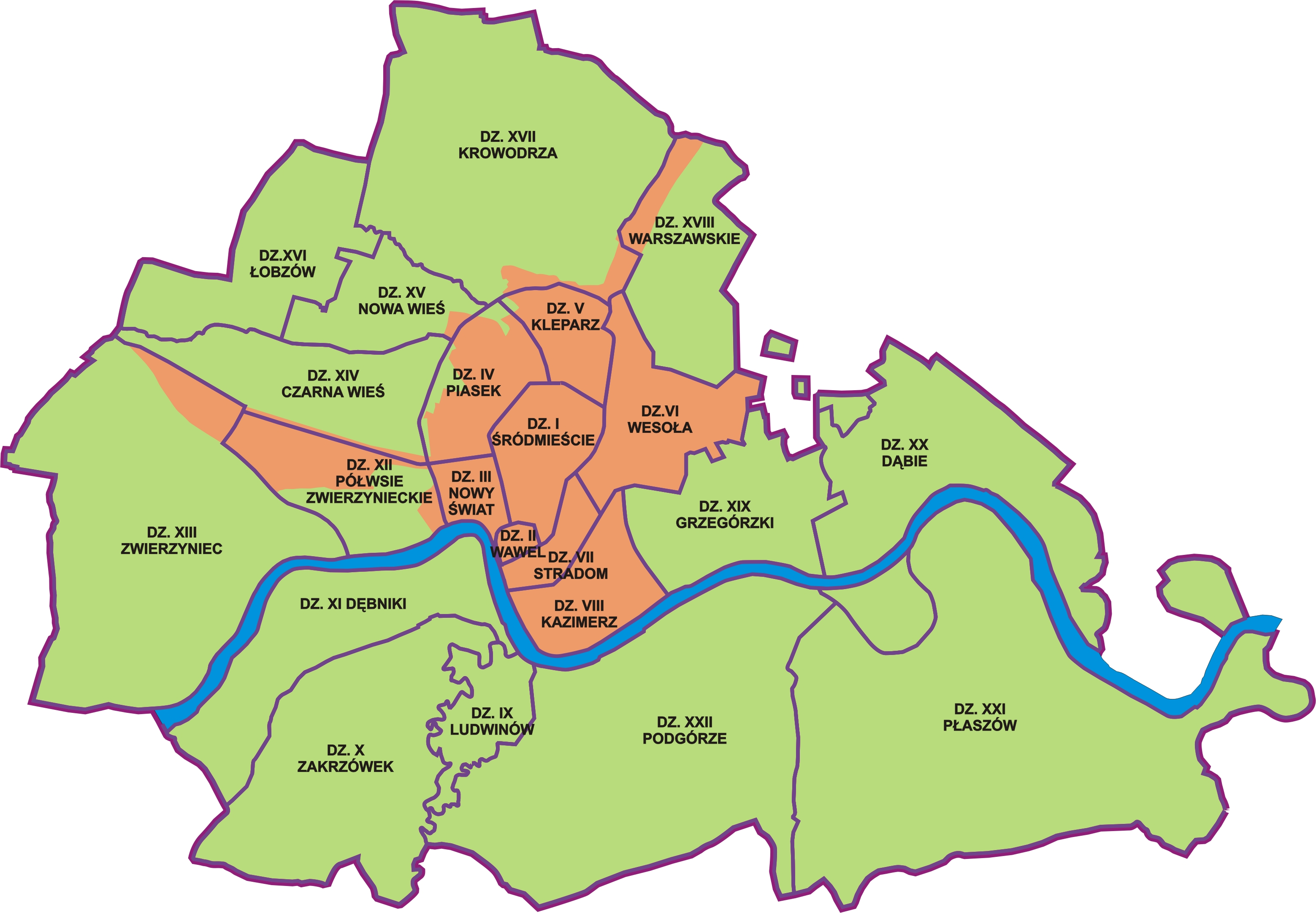
Cracovia după 1915. Zona roșie semnifică suprafața Cracoviei după 1909

Dezvoltarea teritorială a Cracoviei

Sfârșitul de secol în Cracovia, chiar și sub ocupație, a fost faimosul centru de renaștere națională poloneză și cultură, dar orașul în această perioadă a devenit o metropolă modernă. În 1901 în oraș s-a instalat apă curentă și orașul a asistat la introducerea primelor tramvaie electrice. (Primele tramvaie electrice Varșovia a circulat în 1907.) 
Dezvoltarea politică și economică cea mai importantă din primul deceniu al secolului al XX-lea în Cracovia a fost crearea de Cracoviei Mari (Wielki Kraków), încorporarea comunităților suburbane (sate) din jur într-o unitate administrativă unică. Încorporarea a fost supravegheată de primarul energetic al orașului, Juliusz Leo, de la 1904 până la moartea sa în 1918.
Datorită migrației din mediul rural și rezultatelor încorporațiilor din perioada 1910-1915, populația din Cracovia s-a dublat în doar cincisprezece ani, de la aprox. 91.000 la 183.000 în 1915. Trupele ruse au asediat Cracovia în prima iarnă a Primului Război Mondial, și mii de locuitori au părăsit orașul refugiindu-se în Moravia și alte locuri mai sigure. În timpul războiului Legiunile poloneze conduse de Józef Piłsudski au luptat pentru eliberarea Poloniei, în alianță cu trupele austriece și germane. Austro-Ungaria și Germania au pierdut războiul, dar termenii Tratatului de la Versailles (1919) a stabilit primul stat polonez suveran de peste un secol. Între cele două războaie mondiale Cracovia a fost, de asemenea, un important centru cultural și religios evreiesc (a se vedea: Sinagogi din Cracovia), cu mișcarea sionistă relativ puternică în rândul populației evreiești din oraș.
Invazia Poloniei (1939)

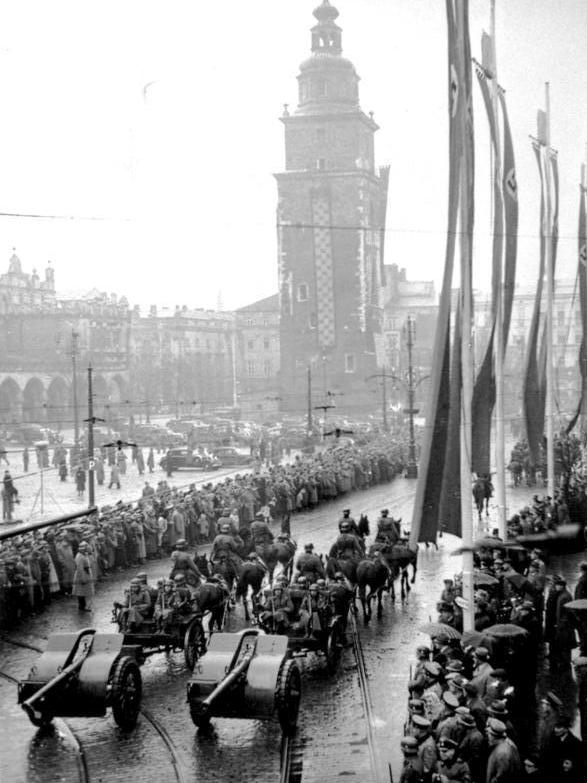
Defilarea armatei germane în Cracovia octombrie 1940

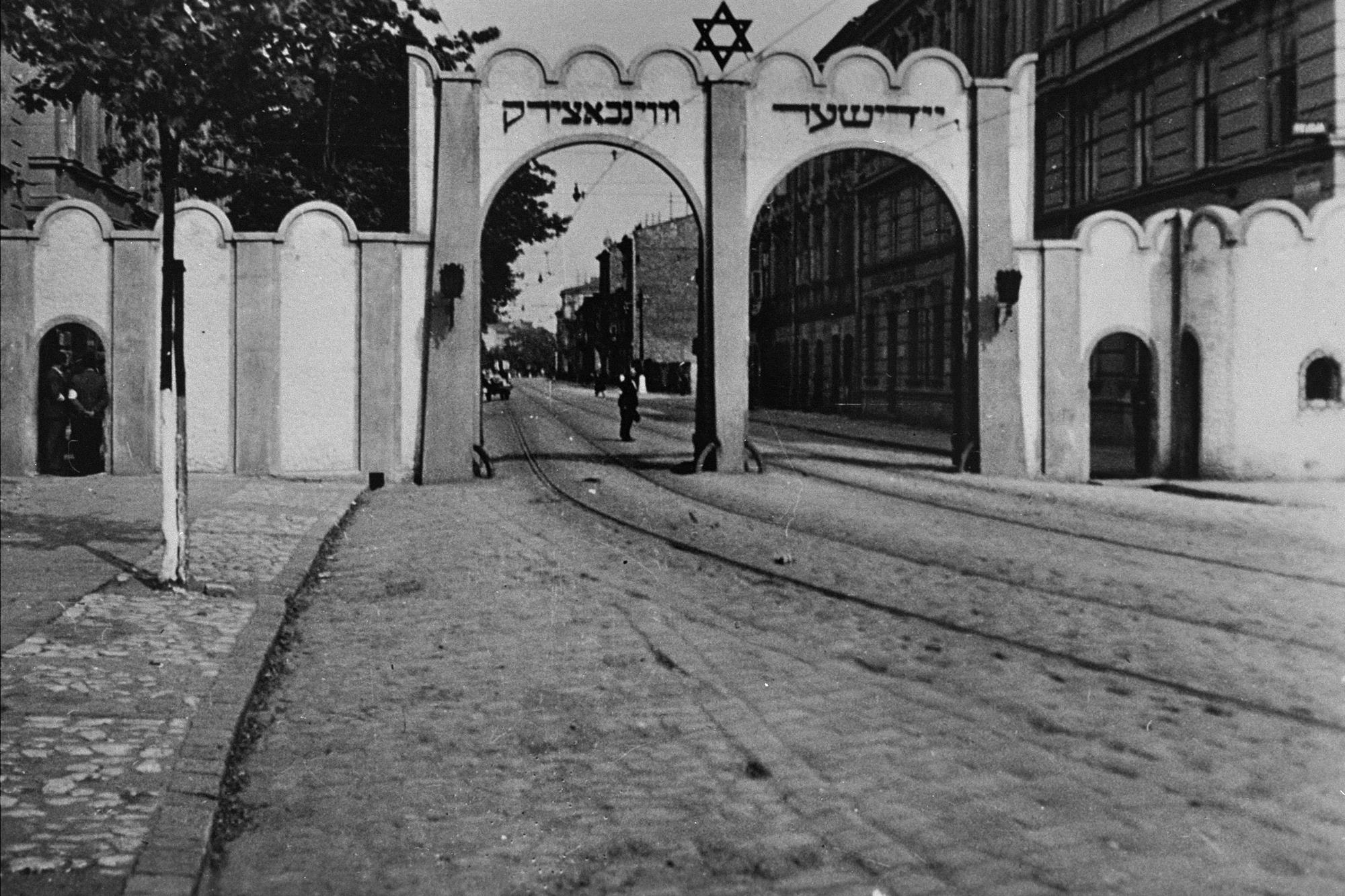
Poarta ghetoului din Cracovia, 1941

La debutul celui de-al Doilea Război Mondial Polonia a fost împărțită din nou. Forțele germane naziste au intrat în Cracovia la 6 septembrie 1939. Locuitorii orașului au fost salvați de la atacul german de curajosul primar Stanisław Klimecki, care a mers să se întâlnească cu trupele Wehrmacht-ului invadator. El i-a abordat cu apelul de a opri focul, deoarece orașul este lipsit de apărare: "! Feuer einstellen" și s-a oferit ca ostatic. El a fost ucis de Gestapo trei ani mai târziu, în Pădurea Niepołomice. Cracovia a devenit capitala Guvernului general, o autoritate colonială, sub conducerea lui Hans Frank. Ocupanții a luat o taxă grea, în special patrimoniul cultural al orașului. În primul rând, în timpul infamului Sonderaktion  Krakau 184 de profesori și cadre universitare de la Universitatea Jagiellonă (inclusiv rectorul Tadeusz Lehr-Spławiński, printre alții), care au fost arestați la Colegiul Novum în timpul unei reuniuni ordonată de către șeful Gestapoului, SS-Obersturmbannführer Bruno Müller. Președintele Cracoviei, Klimecki a fost arestat la el acasă în aceeași seară. După două săptămâni, au fost trimiși în Lagărul de concentrare Sachsenhausen, pe partea cealaltă a  Berlinului, și în martie 1940 mai departe la Lagărul de concentrare Dachau. Cei care au supraviețuit au fost eliberați numai după protestul internațional, inclusiv Vaticanul. 
Multe relicve și monumente ale culturii naționale au fost jefuite și distruse (din nou), inclusiv statuia de bronz a lui Adam Mickiewicz furat pentru fier vechi. Populația evreiască a fost prima dată trimisă în gheto și mai târziu ucisă. Două lagăre de concentrare majore au fost construite de lângă Cracovia, cel de la Płaszów și Lagărul de concentrare Auschwitz, la care au fost trimise mai mulți polonezi și evrei polonezi. Evenimente specifice legate de ghetoul evreiesc din Cracovia și lagărele de concentrare apropiere au fost descrise în Lista lui Schindler (film), bazat pe o carte de Thomas Keneally, Arca lui Schindler.
Ofensiva sovietică
O idee popularizată în Republica Populară Polonă controlată de comuniștii sovietici era că datorită avansului rapid a armatelor sovietice, Cracovia ar fi scăpat de distrugerea planificată în timpul retragerii germane.  Există mai multe versiuni diferite ale ideii. În conformitate cu versiunea de bază a unor declarații sovietice mareșalul Ivan Konev a pretins că a fost informat de către patrioții polonezi de planul german și a depus efort de a salva Cracovia de la distrugerea comandând un atac fulger asupra orașului în timp ce în mod deliberat nu a tăiat germanilor drumul de retragere și în sprijinirea atacul nu a folosit aviație și artilerie. Credibilitatea acestor idei a fost pusă la îndoială de către istoricul polonez Andrzej Chwalba care nu găsește nicio dovadă fizică a planului german pentru distrugere și nicio dovadă scrisă care arată că Konev a ordonat atacul cu intenția de menținere a orașului. El descrie strategia lui Konev ca una obișnuită - doar că a rezultat accidental în puține daune Cracoviei - care a fost exagerat mai târziu într-un mit în ideea "Konev, salvatorul Cracoviei" de propaganda sovietică. Intrarea Armatei Roșii în oraș a fost însoțită de un val de violuri ale femeilor și fetelor care rezultă și din protestele oficiale.
După război, guvernul Republicii Populare Polone a ordonat construirea celui mai mare combinat siderurgic în districtul Nowa Huta. Acest lucru a fost privit de unii ca o încercare de a diminua influența moștenirii intelectuale și artistice din Cracovia de industrializarea orașului și prin atragerea în oraș a clasei muncitoare.
Orașul este considerat de mulți a fi capitala culturală a Poloniei. În 1978, UNESCO a pus Cracovia pe lista Patrimoniului Mondial. În același an, la 16 octombrie 1978, arhiepiscopul din Cracovia, Karol Wojtyla, a fost ridicat la rang papal ca Papa Ioan Paul al II-lea, primul papa ne-italian în cei 455 ani ai papalității.

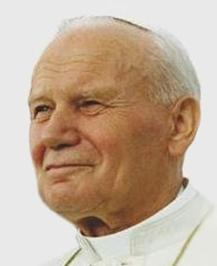
Papa Ioan Paul al II-lea

#### Secolul XXI
Populația Cracoviei a crescut de patru ori de la sfârșitul celui de-al Doilea Război Mondial. După prăbușirea imperiului sovietic și, ulterior, după aderarea la Uniunea Europeană, firme de offshore de IT din alte țări au venit în Polonia și Cracovia. Orașul este centrul cheie pentru acest tip de activitate. Există aproximativ 20 de mari companii multinaționale în Cracovia, inclusiv centre care deservesc IBM, General Electric, Motorola, Sabre Holdings și, împreună cu alte firme britanice și germane. 